# Jež se ženi
Jež se ženi je slovenska ljudska pravljica.

## Vsebina
Pravljica govori o ježu, ki se je rodil kralju in kraljici. Oba sta si močno želela otrok, vendar nihče pravzaparav ni vedel, kako se je lahko dvema človeškima bitjema rodil jež. Z leti je jež odrščal in kmalu si je želel poiskati svojo ženo. To je bila zanj težka naloga, saj so se ga vsa dekleta izogibala. Končno je potrkal na prava vrata, kjer so živele tri sestre z mamo. Ko je prvi sestri povedal po kaj je prišel, ga je le-ta posmehljivo zavrnila. Enako se je zgodilo pri drugi sestri. Tretji pa se je jež zasmilil in življenje se mu je kmalu spremenilo. 

## Analiza
Jež se ženi je slovenska ljudska pravljica. V njej lahko zasledimo nekaj tipičnih prvin ljudske pravljice, med drugim srečen konec, pravljično število tri, nadnaravne sile (ko se jež spremeni v človeka) itd. V zgodbi lahko opazimo tudi neke vrste rasizma, ko se obe sestri, razen tretje, smejijo ježu, ker je drugačen od njih.

## Primerjava z drugimi pravljicami
- Motiv poroke med človekom in nečloveškim bitjem zasledimo že v stari grški mitologiji, ter motiv spremembe človek-žival-človek se pojavi tudi v pravljici Saše Vegri, Jure Kvak Kvak.
- Pravljico Jež se ženi lahko primerjamo z mnogo drugimi pravljicami, kot so recimo: Žabji princ. Tam princesa poljubi žabo in se le-ta spremni v očarljivega princa, s katerim se poroči. Prav tako pa je v pravljici Jež se ženi, kjer nevesta poljubi ježa, se zbode v ustnico in temu sledi nadnaravni razplet.
- V pravljici Sin jež je mati sina uročila v ježa. Ta je šel po svetu, pri kmetu pasel prašiče in vsa tri leta srečeval v gozdu moža, ki se je vedno znova izgubil. Ker mu je jež pomagal priti ven iz gozda, je hotel v zameno eno od njegovih treh hčera …
- Ljudska pravljica S kačo se je oženil govori o kmetu s tremi sinovi. Starejša dva si najdeta ženo, zato gre po svetu tudi najmlajši. Sreča kačo, ta reče naj se poroči z njo in mu da zlat ključek, ki bo izpolnil vse njegove želje ...
- Zgodbe, kjer se v vlogi pojavlja jež so še: Ježek Janček, Zajec in jež, Jež in srna, Od kdaj ima jež bodice, Jež in lisica, Jež in lisica II.

## Gradivo
- Kekec, ISSN 1318-1408, Letn. 9, št. 1 (sep. 1999), str. 14-17.